# Ateneo Nacional de la Juventud AC

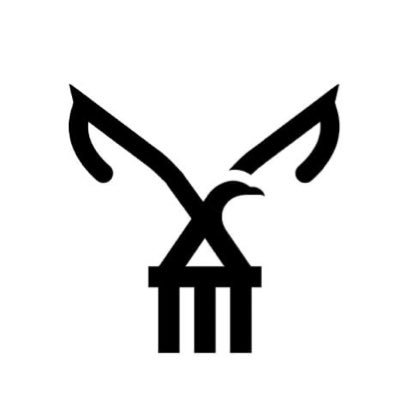
Logotipo institucional del Ateneo de la Juventud, A.C.

La asociación civil Ateneo Nacional de la Juventud fue fundada el 12 de agosto de 2011. Su nombre retoma el legado del grupo homólogo de 1909, Ateneo de la Juventud. La agrupación comenzó siendo un colectivo cultural con la finalidad de promover la filosofía y las humanidades. Sin embargo, el contexto de vulnerabilidad de las juventudes en México llevó a la asociación a asumir un rol activo en su defensa y representación. Actualmente, el Ateneo es una agrupación cívica que tiene por misión construir ciudadanía en personas jóvenes, haciéndolas partícipes de la reflexión, deliberación e incidencia sobre los asuntos públicos de México.

## Orígenes
La agrupación comenzó como un colectivo juvenil que realizaba talleres culturales gratuitos dentro de la “Casa del Adulto Mayor” en la alcaldía Iztacalco de la Ciudad de México. Aquella primera etapa se caracterizó por la realización de encuentros intergeneracionales donde jóvenes y adultos mayores interactuaban en torno a talleres culturales como: círculos de lectura, creación literaria, declamación, oratoria y ajedrez.
En 2009, la agrupación emprendió la primera edición de la Escuela de Formación Humana, curso dirigidos a jóvenes de entre 15 y 21 años integrado por talleres de filosofía, apreciación artística, ética, oratoria, asertividad y derechos humanos. Apegada al ideario del Ateneo de la Juventud de 1909, la Escuela de Formación Humana tuvo por objetivo dotar a los participantes de una formación humanista y complementar de manera crítica su formación académica.
En 2011, el Ateneo se constituye como una asociación civil bajo la cual se continúa con el mismo proyecto, conformada principalmente por estudiantes de la Universidad Nacional Autónoma de México y de otras instituciones públicas de la Ciudad de México.

## Foros de Expresión y Debate

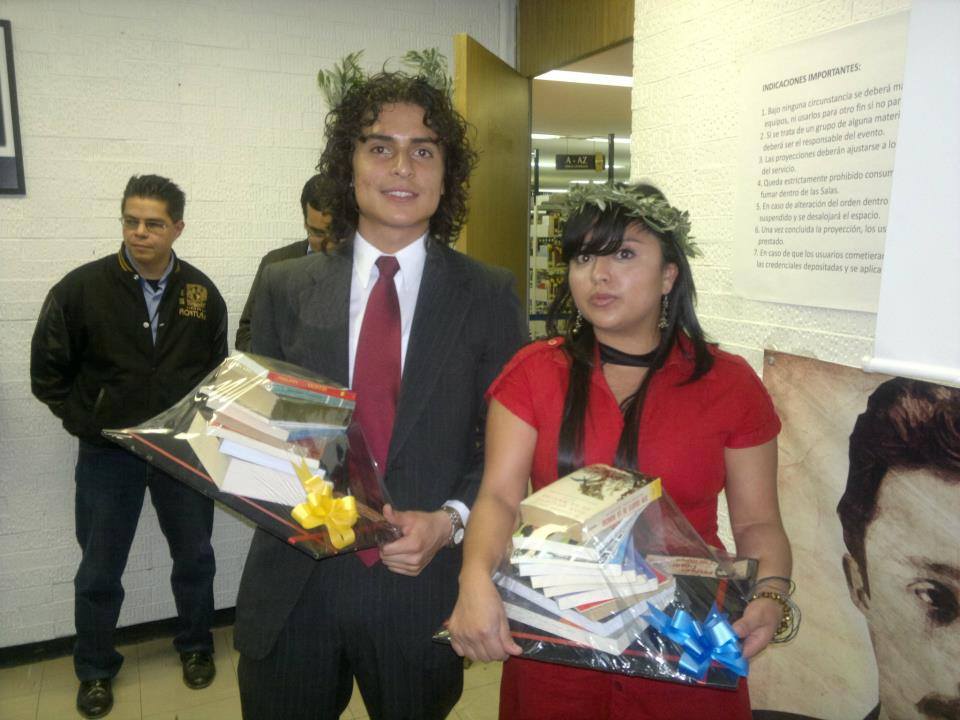
Campeones del Certamen de Oratoria "José Vasconcelos" Galardonados con guirnaldas de olivo y paquete de libros. FES Acatlán.

Las primeras generaciones del Ateneo se articularon en torno a certámenes de oratoria y debate promovidos por el gobierno de México e instituciones culturales. Por tal motivo, la organización de talleres, concursos y foros ligados a la expresión oral, se convirtió en un actividad fundamental de la asociación. El primer Certamen de Oratoria organizado por el Ateneo llevaba por nombre "José Vasconcelos" y fue realizado en abril del 2012 en la FES Acatlán (UNAM). De igual forma, el Ateneo realizó su primer certamen de Debate en la Facultad de Ciencias Políticas y Sociales de la UNAM con el nombre "Alejandro Gómez Arias".
En 2017 se conforma la "Cruzada por la palabra", programa que promueve el empoderamiento de las juventudes a través de habilidades comunicativas, argumentativas y de persuasión. La cruzada implementa en universidades y espacios públicos talleres para hablar en público y certámenes de oratoria y debate.

### Vis-à-vis

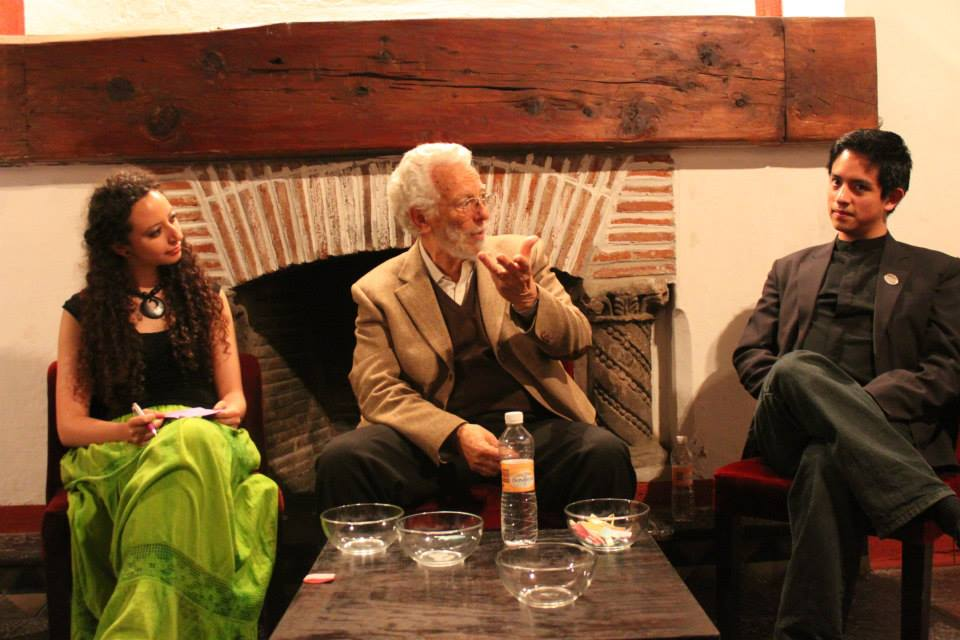
Vis-à-vis con Enrique Dussel, Centro Cultural San Ángel

Vis-à-vis consiste en una serie de encuentros entre jóvenes y personalidades del ámbito público (escritores, periodistas, catedráticos, deportistas, políticos y artistas) que representan liderazgo en el área en que se desenvuelven. La finalidad de dichos acercamientos es que las y los jóvenes mexicanos tomen un rol activo en la discusión de ideas dentro de la esfera pública.
En los invitados que han sido parte de este espacio de ideas se encuentran:
- Eufrosina Cruz
- Denise Dresser
- Gerardo Esquivel
- Paco Ignacio Taibo II
- Marta Lamas
- Ricardo Monreal
- Enrique Dussel
- Guadalupe Loaeza
- Cuauhtémoc Cárdenas

## Incidencia en políticas públicas

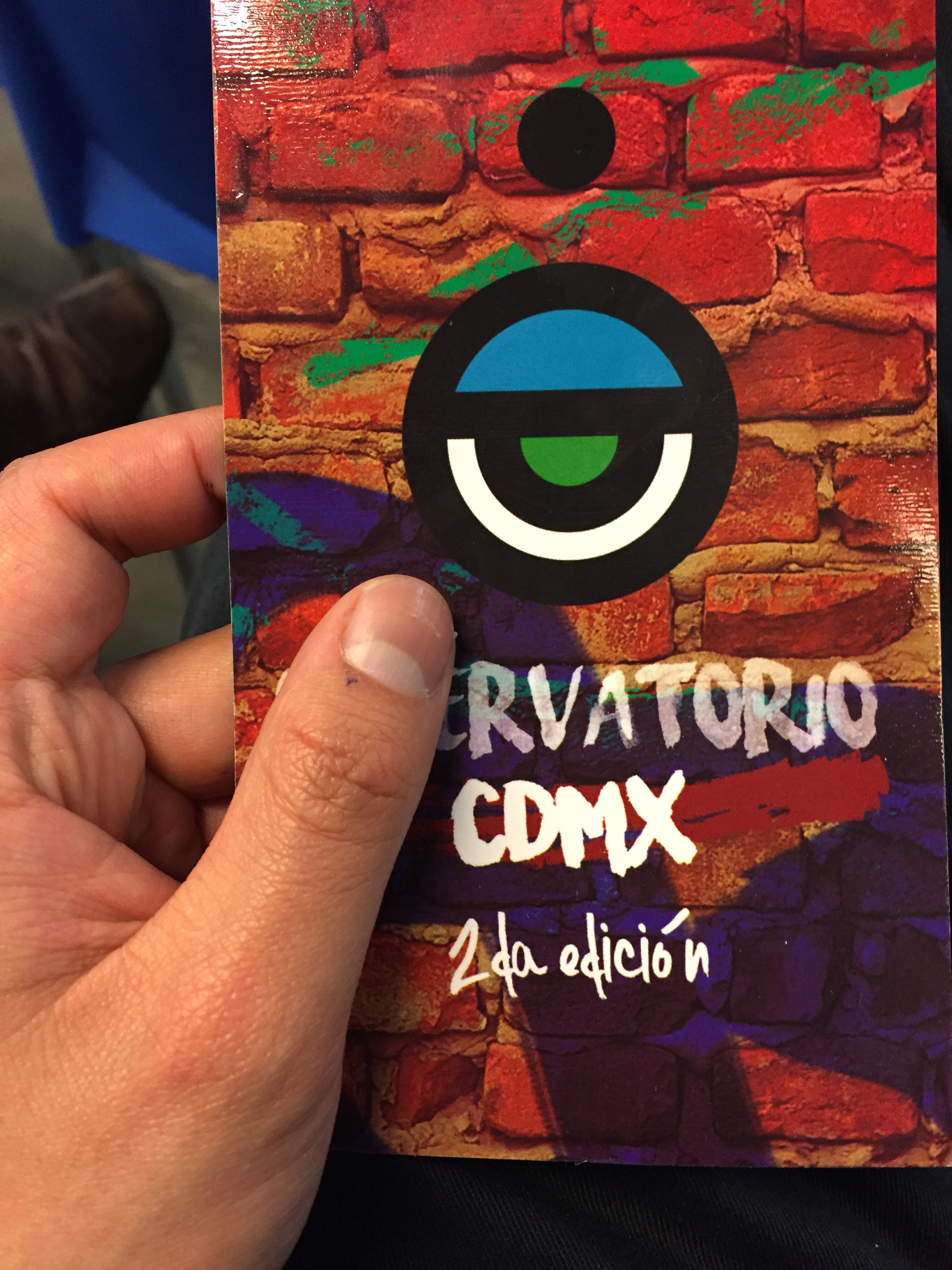
Postal del Observatorio de Derechos Juveniles

### Observatorio de Derechos Juveniles
En 2014, la búsqueda del Ateneo por incidir en las políticas públicas relacionadas con la juventud, condujo a la asociación a la conformación del Observatorio de Derechos Juveniles, espacio ciudadano que promueve la rendición de cuentas a partir del análisis de políticas en materia de juventud. En esta plataforma, actores juveniles se dan cita con académicos, funcionarios públicos y legisladores, para generar recomendaciones y dar seguimiento a las mismas, con la finalidad de impactar en los programas y legislación en materia de juventud.
En su primera edición, el Observatorio se realizó con el apoyo institucional de la Asamblea Legislativa del Distrito Federal. “Queremos definir qué significa ser joven en la ciudad de México, a qué estás expuesto, las exigencias que existen y qué nos hace falta para generar un diagnóstico sobre la situación de las juventudes en la capital", explicaba uno de los promotores del proyecto al diario La Jornada. Por varias semanas, jóvenes de 18 a 29 se reunieron en mesas de trabajo, para generar un diagnóstico de las juventudes en la Ciudad. Dicho informe se entregó a diputados locales de la Comisión de Juventud de la Asamblea Legislativa, a funcionarios del INJUVE y a miembros del gabinete de la Jefatura de Gobierno de la Ciudad de México logrando una incidencia efectiva en los programas de juventud de la ciudad.
Como resultado del trabajo en promoción de los derechos humanos de las personas jóvenes el Ateneo Nacional de la Juventud, A.C. fue invitado por el gobierno de la Ciudad de México a participar en la redacción del reglamento de la Ley de los Derechos de las Personas Jóvenes de la CDMX. Así mismo, es integrante de la red de asociaciones y colectivos juveniles Agenda Joven y de la Agenda Nacional de Juventudes organizada por las oficinas de UNFPA en México.
En el 2019, el Observatorio de Derechos Juveniles presentó su quinto informe sobre "Derechos de las juventudes la Ciudad de México en la Semana de la Evaluación organizada por el CIDE.

### Otras iniciativas de incidencia cívica
En 2019, de manera conjunta con el INAI, el Ateneo realizó trabajos para informar a las comunidades indígenas de Tlaxcala, en su propia lengua,  sobre el ejercicio de sus derechos la información pública.

## Capítulos
El ATNAJU cuenta con capítulos a nivel nacional, los cuales reproducen los programas institucionales de la asociación en los diversos estados del país. Si bien existe una misión, visión y objetivos a nivel nacional, cada capítulo cuenta con elementos característicos de su región y por tanto llevan a cabo actividades propias de empoderamiento adaptadas a su contexto. Actualmente, la asociación cuenta con oficinas sede en la Ciudad de México y con Capítulos estatales en:
- Baja California
- Ciudad de México
- Estado de México
- Hidalgo
- Jalisco
- Nuevo León
- Morelos
- Puebla
- Tlaxcala
- Oaxaca
- Veracruz
- Quintana Roo.
- Yucatán
- Zacatecas

El Ateneo ha logrado presencia entre el sector juvenil, sobre todo entre los jóvenes universitarios. Actualmente sus miembros se integran mayoritariamente por jóvenes en zonas urbanas entre 17-29 años, variando las edades entre cada capítulo.

## Reconocimientos Recibidos
El Ateneo Nacional de la Juventud, A.C. ha sido ganador del Premio Estatal a la Juventud "Vicente Suárez" a través de su capítulo estatal Puebla en el año 2015, en la categoría "Aportación a la Cultura Política, la Democracia y los Derechos Humanos".

## Reconocimientos Otorgados
Premio Atenea
En conmemoración del Día Internacional de la Mujer el Ateneo Nacional de la Juventud entrega un reconocimiento a mujeres sobresaliente en diferentes ámbitos de la vida pública del país.
| Ámbito              | 2019                                                  |
| Política            | Martha Tagle Patricia Jiménez Ortíz                   |
| Sociedad Civil      | Sharon Sala Alejandra César Gil                       |
| Academia            | Estefanía Vela                                        |
| Activismo           | Marisol Gasé Victoria Volkova Jaqueline L´Hoist Tapia |
| Medios Alternativos | Paola Palazón                                         |